# 貞登
貞 登（さだ の みのる/ のぼる）は、平安時代前期の貴族。仁明天皇の皇子。母は三国町（みくに の まち、地方豪族・三国氏出身の女か）。官位は正五位下・紀伊権守。

## 経歴
承和年間初頭（835年ごろ）に源朝臣姓を与えられ臣籍降下する。承和12年（845年）生母・三国町が藤原有貞との密通を疑われて更衣を廃されたことから、属籍を削られて出家して深寂と称した。嘉祥年間末（851年ごろ）には、兄・文徳天皇から時服・月料を与えられている。天皇の体調が思わしくない時には時康親王（のち光孝天皇）らと共に薬の毒見を行ったが、出家の身であったため崩御にあたって財産処分に与ることができなかった。
その後、俗世間で生活するようになり子女も儲けたが、身分は僧侶のままで貫附する所もなく朝廷への出仕もできず、零落した状況にあった。そのため、貞観8年（866年）兄弟の時康親王・本康親王らによって還俗して本姓に復すことを上奏されて許され、貞朝臣登の姓名を与えられると共に、正六位上への叙位と右京一条の一坊への貫附がなされた。なお、元の源朝臣姓に戻されなかったのは、生母に過ちがある者は源氏とはしない、との嵯峨上皇の遺志によるためという。
貞観9年（867年）従五位下に叙爵。貞観14年（872年）土佐守、貞観15年（873年）大和権守と清和朝にて地方官を歴任する。陽成天皇の即位後間もない貞観19年（877年）正月に従五位上に叙せられ、元慶9年（885年）備中守、寛平4年（892年）越中介、寛平5年（893年）紀伊権守と清和・陽成・光孝・宇多朝の四代の長きに亘って専ら地方官を歴任した。寛平6年（894年）正五位下に至るが、没年は不詳。
勅撰歌人として、和歌作品が『古今和歌集』に1首採録されている。

## 官歴
注記のないものは『日本三代実録』による。
- 貞観8年（866年） 3月2日：還俗（貞朝臣姓）、正六位上、貫右京一条一坊
- 貞観9年（867年） 正月7日：従五位下
- 貞観14年（872年） 2月：土佐守[4]
- 貞観15年（873年） 2月：大和権守[4]
- 貞観19年（877年） 正月3日：従五位上
- 元慶9年（885年） 正月16日：備中守
- 寛平4年（892年） 2月：越中介[4]
- 寛平5年（893年） 正月：紀伊権守[4]
- 寛平6年（894年） 正月7日：正五位下[4]

## 末裔
江戸時代に西園寺家に仕えた諸大夫・竹本氏（竹本立幹）は貞氏を名乗っている。